# Reactivitat creuada
La reactivitat creuada és la reacció entre un antigen i anticòs que es va generar contra un antigen diferent però fins a cert punt similar. A vegades el terme es fa servir com sinònim d'immunitat creuada o immunitat de protecció creuada.
En un sentit general, és la reactivitat d'un agent observat que inicia reaccions fora de la reacció principal esperada. Això té implicacions per a qualsevol tipus de prova o assaig, incloses les proves diagnòstiques en medicina i pot causar falsos positius.
Per definició, un anticòs és específic per detectar l'antigen que l'ha creat. No obstant això, molts 'antígens' que ocorren naturalment són una barreja de macromolècules (per exemple, bacteris, toxines, proteïnes, pol·len, fongs, virus i altres) que contenen diversos epítops. El contacte amb un antigen complex com un virus estimula múltiples respostes immunitàries a les diferents macromolècules individuals que conformen el virus, així com els epítops individuals de cada macromolècula. Per exemple, la toxina del tètanus és un antigen proteic macromolecular, però estimula moltes respostes immunitàries a ja que l'estructura terciària de la proteïna actua com diversos epítops per diverses de les respostes immunitàries.
Els usos medicinals per la reactivitat creuada inclouen immunització a infeccions bacterianes. La toxina que crea la resposta immunitària tindrà un epítop en ella que estimuli la resposta. La desnaturalització de la proteïna pot 'desarmar' la seva funció però seguir permetent que el sistema immunitari tingui una resposta, creant així immunitat sense fer mal al pacient.